# الی سیمپسون
الی سیمپسون (به انگلیسی: Alli Simpson؛ زادهٔ ۱۹۹۸/۱۹۹۹) خواننده-ترانه‌پرداز، بازیگر، مجری رادیو، شخصیت تلویزیونی و نویسنده استرالیایی می‌باشد. سیمپسون در اینستاگرام بیش از ۱٫۲ میلیون دنبال‌کننده و در یوتیوب حدود نیم میلیون مشترک دارد. وی خواهر کوچک‌تر کودی سیمپسون، خواننده و شناگر استرالیایی است.